# Let's Have a Party
Det är även namnet på ett album av The Rivieras.
Let's Have a Party är en sång från 1957 inspelad av Elvis Presley i filmen Loving You. En version av den här låten spelades också in av Wanda Jackson 1960. Det gick in på englandslistan den 1 september 1960, där den låg åtta veckor och nådde # 32. Paul McCartney släppte också en version av låten (under titeln Party) på sitt album Run Devil Run från 1999.